# 石来民部丞
石来 民部丞（いしき みんぶのじょう）は、戦国時代の武将。越前朝倉氏第11代当主朝倉義景家臣。

## 経歴・人物
天正元年（1573年）8月、一乗谷城の戦いで朝倉義景が討死すると、広徳院を警護した。